# The Gambia Scout Association

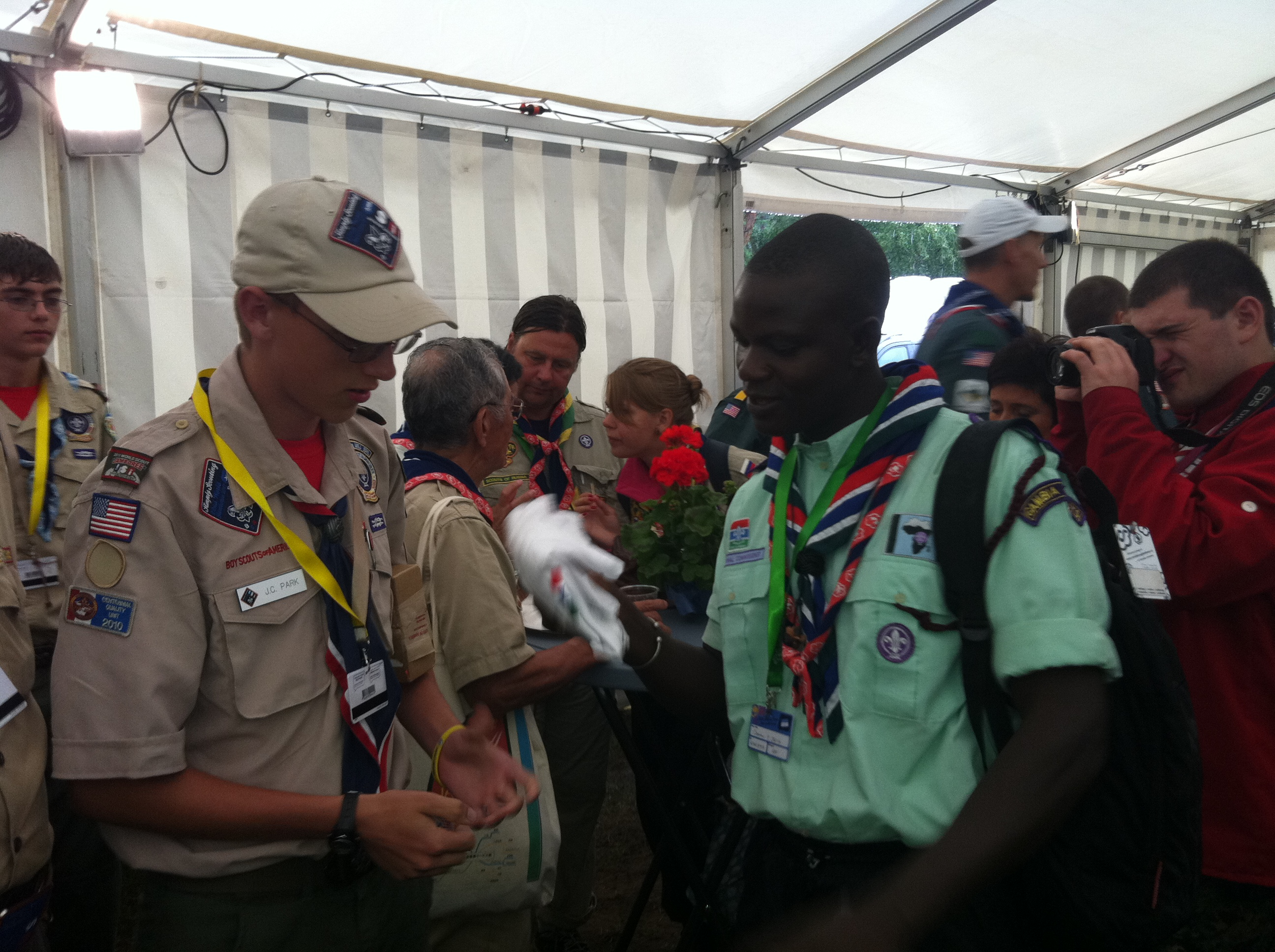
US-amerikanische und gambische Pfadfinder

The Gambia Scout Association (GSA) (dt.: Verband der Pfadfinder in Gambia) ist die nationale Organisation der Pfadfinder im westafrikanischen Gambia.

## Geschichte
Die ehrenamtliche Organisation wurde 1921 gegründet und ist seit 1984 Mitglied der Weltorganisation der Pfadfinderbewegung. Die koedukative The Gambia Scout Association hatte im Jahr 2008 18.448 Mitglieder.
Im September 2015 wurden sechs leitende Angestellte der Gambia Scout Association wegen Verschwörung zu einem Kapitalverbrechen, Geldbeschaffung unter Vorspiegelung falscher Tatsachen und Diebstahl eines Kraftfahrzeugs verhaftet.
Präsidenten
- Alh. Alieu Ebrima Cham Joof (1924–2011) diente der Bewegung von 1938 bis 2005; ehemaliger Präsident des nationalen Pfadfinderrates von Gambia; Gelehrter über die Geschichte der Pfadfinder in Gambia und erster Gambier, dem das Woodbadge verliehen wurde.[5][6]
- Im Jahr 2007 löste David Hafner als Chefkommissar Alieu Mamar Njie ab.[1]

## Aktivitäten
Zu den besonderen Aktivitäten gehören gemeinnützige Projekte wie das Pflanzen von Bäumen. Pfadfinderinnen und Pfadfinder nehmen regelmäßig am Zelten und Wandern teil. Auch Musik ist ein sehr wichtiger Teil der Pfadfinder in Gambia.

## Auszeichnungen und Ehrungen
- 2010: Officer of Order of the Republic of The Gambia (ORG)[7]